# Château de Quinsonnas
Pour les articles homonymes, voir Quinsonnas.
Le château de Quinsonnas est un ancien château fort du XIIe siècle, remanié au XVIIe siècle qui se dresse sur une colline de la commune de Sérézin-de-la-Tour dans le département de l'Isère et la région Auvergne-Rhône-Alpes.

## Situation et accès
Le château est situé sur le territoire de la commune de Sérézin-de-la-Tour, entre son bourg et le bourg de Nivolas-Vermelle, à proximité du hameau éponyme de Quinsonnas. L'édifice, fermé au public, est accessible au niveau de sa grille d'entrée par une petite route ouverte aux véhicules motorisés et aux piétons.
La gare ferroviaire la plus proche est la gare de Cessieu, située à moins de cinq kilomètres du château et de son domaine.

## Histoire

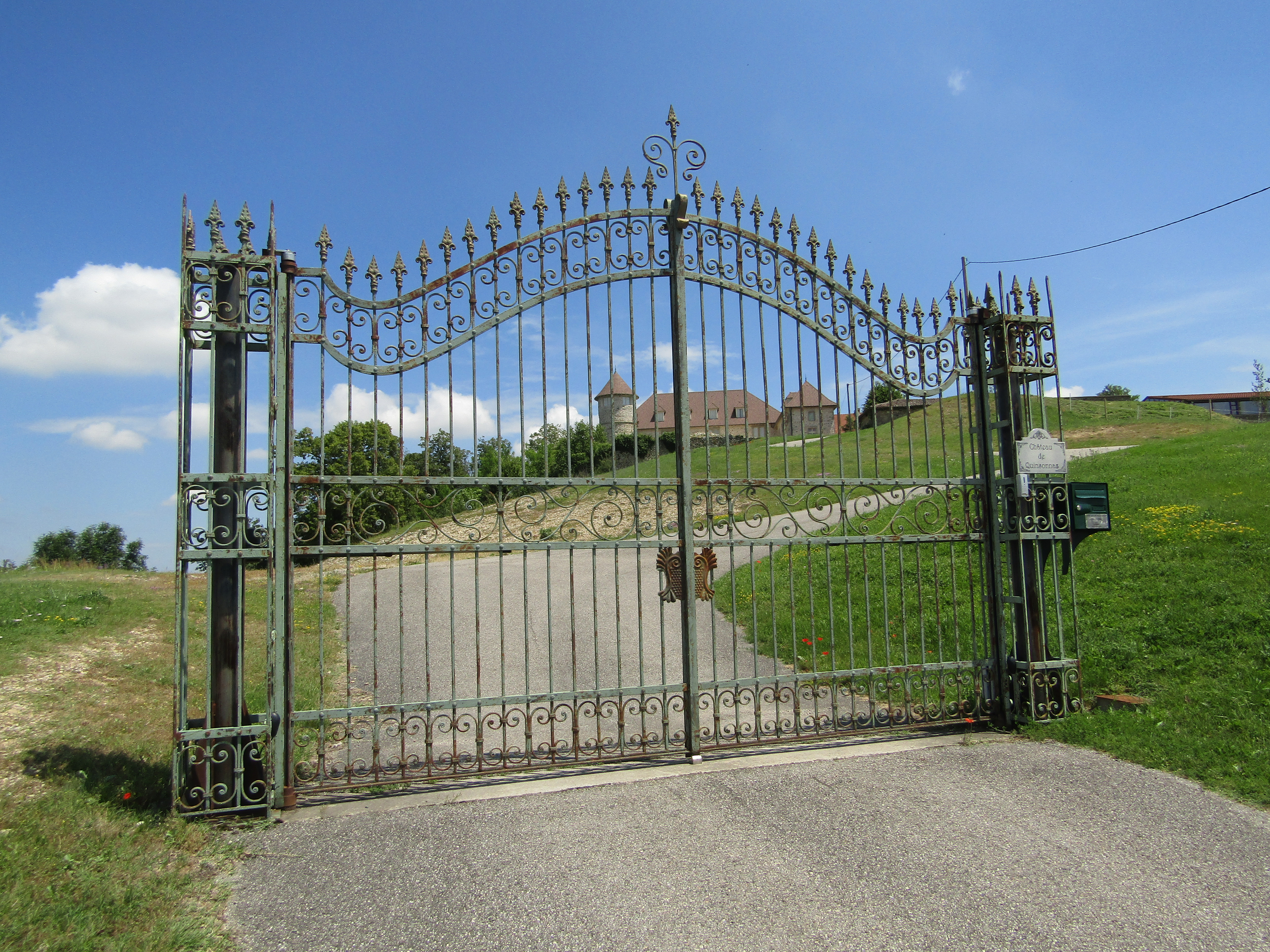
Grille d'entrée du château.

En 1224, Berlion de la Tour fit don à Jocelyn Viguier de Romans, son frère, de la jouissance du fief de Quinsonnas. Acquise au baron de Tournon, François de Bonne de Lesdiguières, dernier connétable de France fut le propriétaire du domaine le 27 octobre 1609 mais qu'il échangea le 17 août 1611 contre les terres du marquisat de Vizille où se situe un des plus célèbres édifices du Dauphiné, le château de Vizille, édifié par Lesdiguières. Les tilleuls, présent dans la cour principal du château ont été certainement plantés sur son ordre.
La famille de Quinsonnas fut une des plus célèbres propriétaires de ce château dont Arthus Pourroy, seigneur de Quinsonnas (1597 - 1679), maître ordinaire à la chambre des comptes de Dauphiné et receveur général du Dauphiné, est le premier à porter ce titre.

## Description

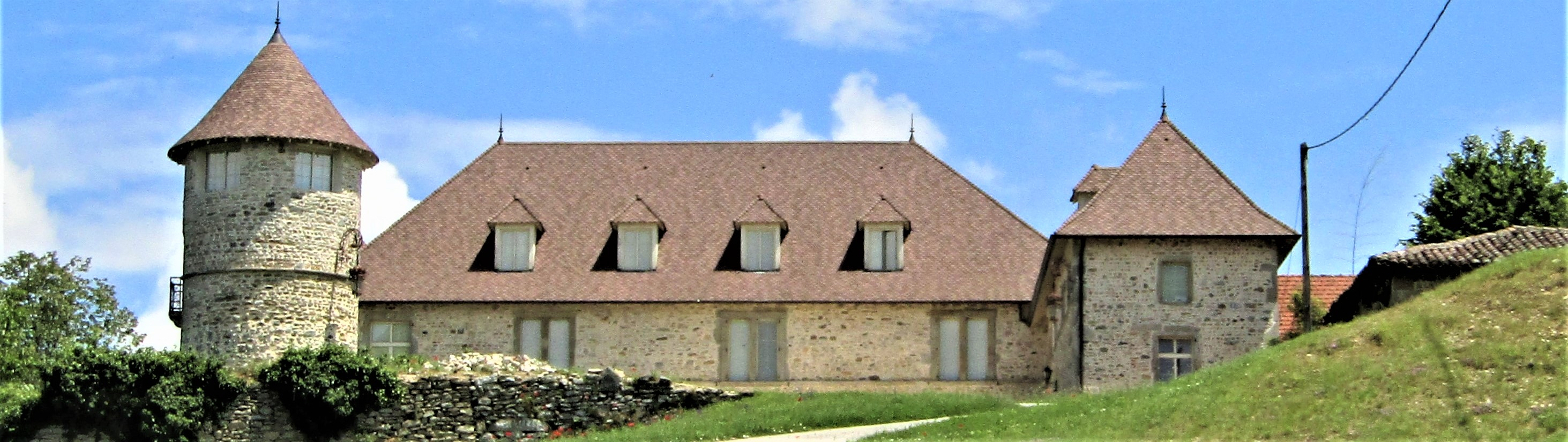
Château de Quinsonnas (extérieur) depuis la grille d'entrée.

Certains éléments architecturaux dont l'ensemble des murs de l'enceinte avec les deux tours de plan circulaire au nord remontent au Moyen Âge.
Lors du XVIIe siècle les propriétaires ont lancé une recomposition de l'ensemble avec le souci de parvenir une certaine symétrie tout en restant monumental. La cour centrale est comblée et deux corps de logis édifiés au Sud et à l'Est. La partie la mieux conservée correspond au logis Sud, constitué de deux pavillons séparés par un grand porche. Le logis Est repose sur une enfilade de pièces à demi excavées et couvertes de voûtes.
Il existe également de grandes dépendances sur le côté Sud de l'édifice, entièrement remaniées récemment, de part et d'autre d'une seconde cour[réf. souhaitée]. Le site offre une très belle vue sur la vallée de la Bourbre ainsi que sur la région de La Tour-du-Pin. Le visiteur peut également apercevoir au loin, le massif de la Chartreuse.